# Florian Krampe

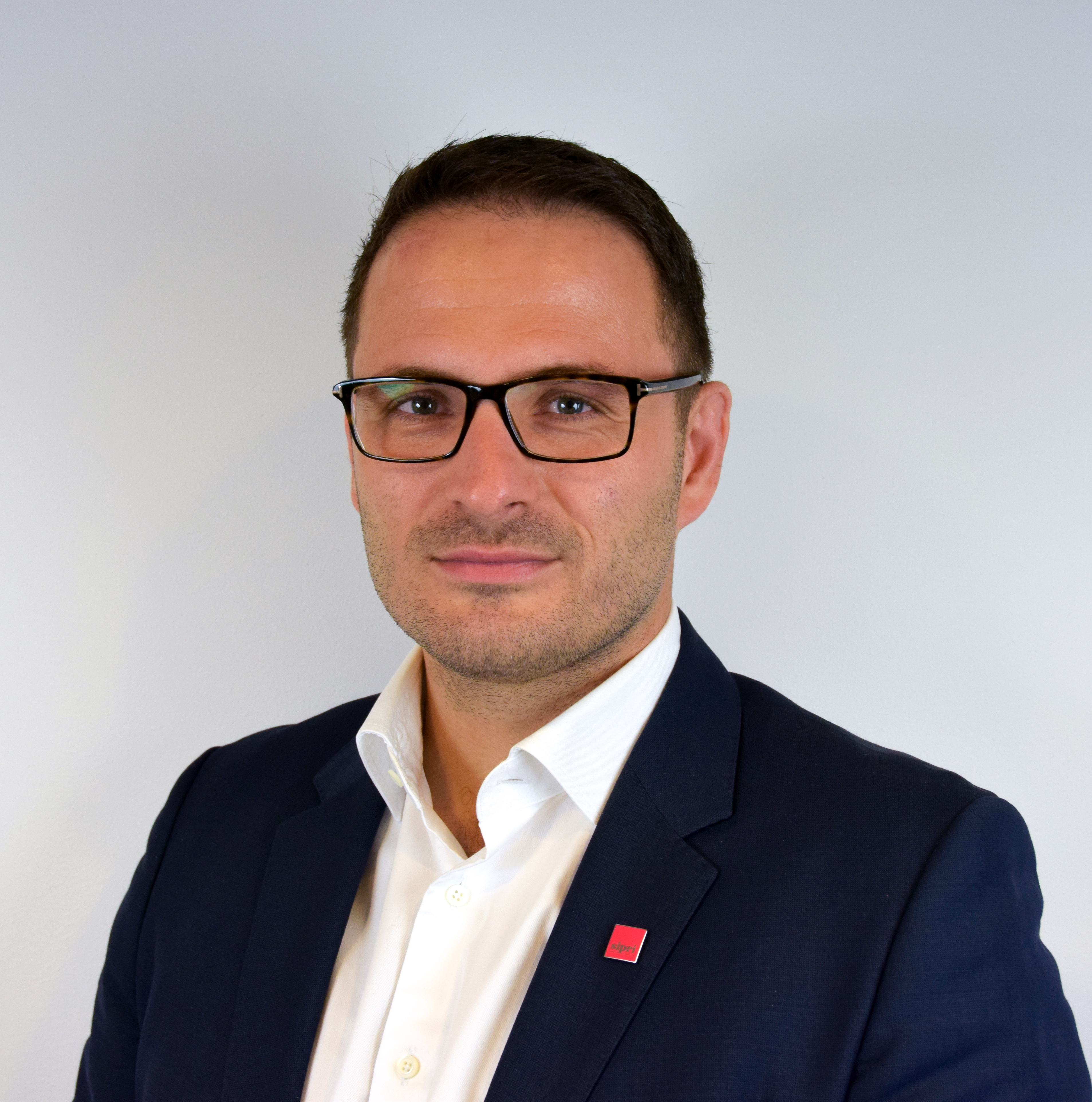
Florian Krampe (2019)

Florian Krampe (geb. 1980) ist ein deutsch-schwedischer Politikwissenschaftler und Wissenschaftler für Internationale Politik am Stockholm International Peace Research Institute (SIPRI). Er ist vor allem für seine Arbeiten zu klimabedingten Sicherheitsrisiken, Umweltfriedensbildung und der Verwaltung natürlicher Ressourcen nach bewaffneten Konflikten bekannt. Außerdem ist er als Affiliated Researcher an der Research School for International Water Cooperation am Department of Peace and Conflict Research der Universität Uppsala tätig. Krampe war Specially Appointed Professor am Network for Education and Research on Peace and Sustainability an der Universität Hiroshima in Japan.

## Karriere
Florian Krampe promovierte 2016 an der Universität Uppsala. Seit 2017 arbeitet er im Climate Change and Risk Programme des Stockholm International Peace Research Institute (SIPRI). Er war Gastwissenschaftler am Pufendorf Institute of Advanced Studies der Lund University und Stipendiat am Peace Research Institute Oslo (PRIO). Seit 2016 ist Krampe zudem als Gastwissenschaftler an der Research School for International Water Cooperation am Department of Peace and Conflict Research der Uppsala University tätig. Krampe hat unter anderem in den Fachzeitschriften World Development, Global Environmental Politics und The Lancet Global Health sowie in Sustainability Science veröffentlicht.
Krampes Expertise zu climate security und Umwelt-Friedensförderung (environmental peacebuilding) hat zahlreiche zwischenstaatliche Organisationen und politische Akteure beraten. Er arbeitete unter anderem mit dem UN-Umweltprogramm zusammen, der Afrikanischen Union, der Ernährungs- und Landwirtschaftsorganisation der Vereinten Nationen (FAO) sowie mit dem deutschen Auswärtigen Amt, dem Schwedischen Außenministerium und dem Norwegischen Außenministerium. Seine Forschung fand darüber hinaus in namhaften Medien wie der *New York Times*, der *Washington Post*, der *Deutsche Welle*, *Foreign Policy*, der Agence France-Presse, der *Hindustan Times*, der *Asahi Shimbun*, und CNBC Africa.
Krampe ist ein gefragter Redner zu Themen wie climate security, Umwelt-Friedensförderung und Sicherheit. Er hielt Keynotes und Vorträge bei internationalen Foren, politischen Institutionen und akademischen Veranstaltungen, darunter bei den Vereinten Nationen, den Konferenzen der Vertragsparteien (COPs), im Europäischen Parlament sowie auf prominenten Konferenzen wie Digital–Life–Design (DLD) und dem Asia-Pacific Programme for Senior Military Officers (APPSMO) an der RSIS in Singapur.

## Publikationen
- F. Krampe: Klimawandel und internationale Sicherheit. In: Aus Politik und Zeitgeschichte. Vol. 40-41, Sep 2022.
- F. Krampe, E. Smith, D. Hamidi: Security implications of climate development in conflict-affected states - Implications of local-level effects of rural hydropower development on farmers in Herat. In: Political Geography. Vol. 90, Oktober 2021.
- F. Krampe, F. Hegazi, S. D. VanDeveer: Sustaining peace through better resource governance: Three potential mechanisms for environmental peacebuilding. In: World Development. Vol. 144, Aug 2021.
- F. Krampe: Why United Nations peace operations cannot ignore climate change. SIPRI, Stockholm Februar 2021.
- L. A. Swatuk, B. K. Thomas, F. Krampe u. a.: The ‘boomerang effect’: insights for improved climate action. In: Climate and Development. 2020.
- F. Krampe: Climate change, peacebuilding and sustaining peace. SIPRI, Juni 201.
- D. Smith, F. Krampe: Climate-Related Security Risks in the Middle East. In: Anders Jägerskog, Michael Schulz, Ashok Swain (Hrsg.): Routledge Handbook on Middle East Security. Routledge, London 2019.
- F. Krampe, M. Mobjörk: Responding to Climate-Related Security Risks: Reviewing Regional Organizations in Asia and Africa. In: Current Climate Change Reports. Oct 2018.
- F. Krampe, S. Gignoux: Water Service Provision and Peacebuilding in East Timor – Exploring the socio-ecological determinants of sustaining peace. In: Journal of Intervention and Statebuilding. Band 12, Nr. 2, 2018, S. 185–207.
- F. Krampe: Towards Sustainable Peace: A New Research Agenda for Post-Conflict Natural Resource Management. In: Global Environmental Politics. Band 17, Nr. 4.
- F. Krampe: Water for peace? Post-conflict water resource management in Kosovo. In: Cooperation and Conflict. 2016.
- F. Krampe: Empowering Peace: Service Provision and State legitimacy in Peacebuilding in Nepal. In: Conflict, Security, and Development. Band 16, Nr. 1, 2016, S. 53–73.
- A. Swain, F. Krampe: Stability and Sustainability in Peace Building: Priority Area for Warfare Ecology. In: G. E. Machlis, T. Hanson, Z. Špirić, J. E. Mckendry (Hrsg.): Warfare Ecology. Springer Netherlands, 2011, S. 199–210.